# Kabiline
Kabiline est un village du Sénégal situé en Basse-Casamance. Il fait partie de la communauté rurale de Djinaky, dans l'arrondissement de Kataba 1, le département de Bignona et la région de Ziguinchor.

## Présentation
Kabiline veut dire « ceux qui sont venus ».
Quartiers (5) :
- Diénimine : les premiers venus
- Djirio : ceux qui habitent la forêt (djiring en diola)
- Karibo : ceux qui sont forts (karingmés en diola)
- Badiéléling : ceux qui habitent là où il y a les fromagers
- Elicakou: ceux qui ont suppris (kaligoïmés en diola)

## Histoire
Kabiline a une histoire très ancienne. Les premiers habitants sont venus d’un lieu nommé Djindom à la recherche du vin de palme et de points d’eau.
Le premier chef du village se nommait Seji Diémé, qui a cédé son pouvoir à son neveu Adiène Sonko parce qu’il ne savait pas parler le mandingue.
Après sa mort, son fils Malick Sonko lui succède et ce chef de village s’est vu octroyer la responsabilité de chef de canton, commandant alors les villages environnants. Il fut remplacé, avant sa mort, par Ismael Mary en 1963 et depuis, son fils Bacary Mary dit "Kalou", actuel chef de village, lui succède après son décès.
Kabiline est né des cendres d’une Assemblée Générale du 22 août 1974, avec l’initiative des jeunes et ensuite des adultes.

## Géographie
Kabiline est situé à l’ouest des villages environnants.
Il est loti depuis 1976 en deux grands sites communément appelés :
- commune I, longue de 3 km et regroupant 3 quartiers : Karibo, Diénimine et Djirio
- commune II, longue de 1 km et regroupant 2 quartiers : Elicakou et Badiéléling.

Le village est entouré d’eau : c’est une presqu'île.
La terre est très bonne car très riche. Il y a beaucoup de champs et de rizières cultivables, de pâturages, quelques forêts (bois sacrés), de plantations avec diverses espèces d’arbres fruitiers.

### Population
C’est le plus gros village de la communauté rurale et de l’arrondissement de Kataba 1 ex Diouloulou. Il compte 10125 habitants en 2012 et actuellement il compte 13 340 habitants.[réf. nécessaire].
Lors du dernier recensement (2002), le village comptait 8569 habitants et  2535 ménages. Mais beaucoup de ressortissants habitent à Dakar, Kaolack, Ziguinchor et en Gambie. Ces derniers ne sont pas comptabilisés dans le nombre d’habitants et pourtant participent à toutes les activités sociales, économiques et culturelles du village.
Depuis 1974, ce village a mis sur pied une association villageoise, ancrée dans les réalités du terroir, dans laquelle se reconnaissent toutes les catégories sociales et économiques du village et impliquent aussi bien les résidents que les ressortissants. C’est le Projet de Regroupement de Kabiline (P.R.K.), communément appelé « Congrès de Kabiline ».
En 2018, le P.R.K est devenu lors d'une assemblée générale l'Association pour le Développement Intégré de Kabiline(ADIK).
Entre 1974 et 1978, le village de Kabiline a élaboré son plan de développement afin d’améliorer les conditions de vie des populations. Ceci en mobilisant, par ses propres moyens, des ressources financières et humaines pour la réalisation de leurs actions.
Ce n’est qu’en 1998 et 1999 qu’un plan d’action a été mis en place, s’étalant sur 10 ans supplémentaires : jusque 2009. En 2018, Kabiline est en train d'élaborer un nouveau document appelé : Plan Quinquennal Stratégique pour le Développement Intégré de Kabiline.(PQSDIK).
Kabiline, à travers son congrès, qui est un facteur de solidarité en menant des actions d’unité, de développement économique et social, continue de jouer la carte d’identité de KABILINE MODERNE.